# Landru (película)
Landru (Título de EE. UU.: Bluebeard) es una película dirigida por Claude Chabrol en 1963. El guion fue escrito por Françoise Sagan. Las estrellas de película fueron Charles Denner, Michèle Morgan, Danielle Darrieux y Hildegard Knef.
Está basada en la historia del asesino de serial francés Henri Désiré Landru, quién asesinó y descuartizó a más de 10 mujeres durante la Primera Guerra Mundial.

## Trama
Durante la Primera Guerra Mundial, un hombre de mediana edad y aparentemente respetable, Henri Désiré Landru, ha diseñado un medio ingenioso de obtener dinero para complementar sus escasos ingresos. Adoptando varios nombres ficticios engaña a mujeres de clase media en su villa en Gambais, en las afueras de París, donde las mata y quema sus cuerpos. Entonces accede a las cuentas bancarias de sus víctimas, de modo que mantiene a su esposa, su amante y sus cuatro hijos de la manera a la que han vivido acostumbrados. Habiendo asesinado a diez mujeres y un chico, Landru es finalmente detenido y juzgado. Elocuente en su protestas de inocencia, estaba seguro de que ningún jurado condenaría a un hombre de tal nivel intelectual y con hijos.

## Reparto
- Charles Denner  - Henri Désiré Landru
- Danielle Darrieux  - Berthe Héon
- Michèle Morgan  - Celestina Buisson
- Juliette Mayniel  - Anna Collomb
- Stéphane Audran  - Fernande Segret
- Mary Marquet  - Mme. Guillin
- Pierre Vernier como magistrado
- Henri Attal
- Serge Bento  - Maurice Landru
- André Fouché - Doctor Paul
- Sacha Briquet  - Ayudante prosecutor
- Robert Burnier  - Presiding juez
- Mario David  - Prosecutor
- Françoise Lugagne  - Mme. Landru
- Claude Mansard  - Abogado de Defensa
- Jean-Louis Maury  - Comisario Belin
- Jean-Pierre Melville  - Georges Mandel
- Hildegard Knef  - Madame Ixe
- Denise Provence  - Mme. Laporte
- Raymond Queneau  - Clemenceau
- Catherine Rouvel  - Andrée Babelot
- Dominique Zardi  - Gendarme